# Salix polaris
Salix polaris là một loài thực vật có hoa trong họ Liễu. Loài này được Wahlenb. miêu tả khoa học đầu tiên năm 1812.

## Hình ảnh

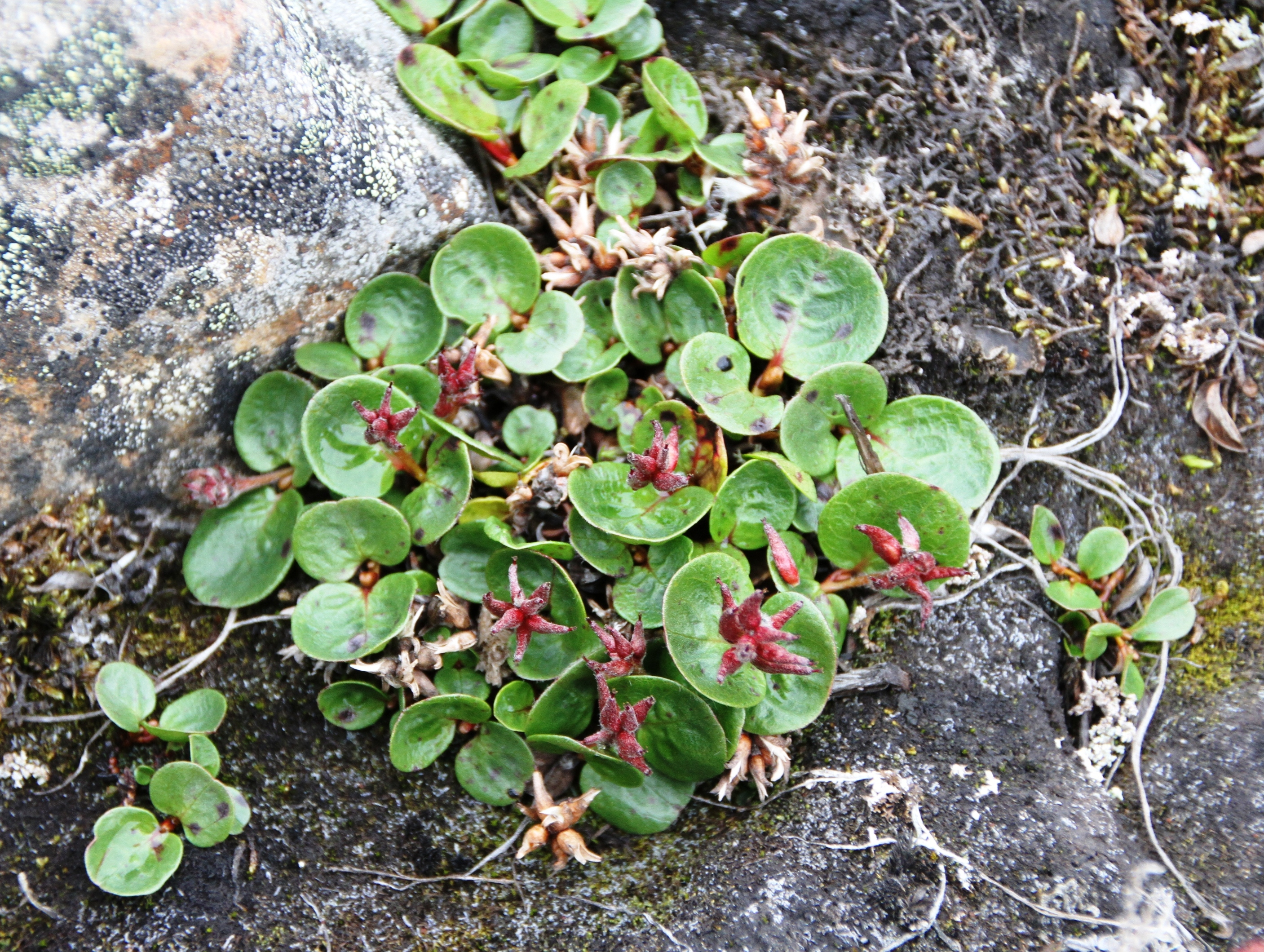
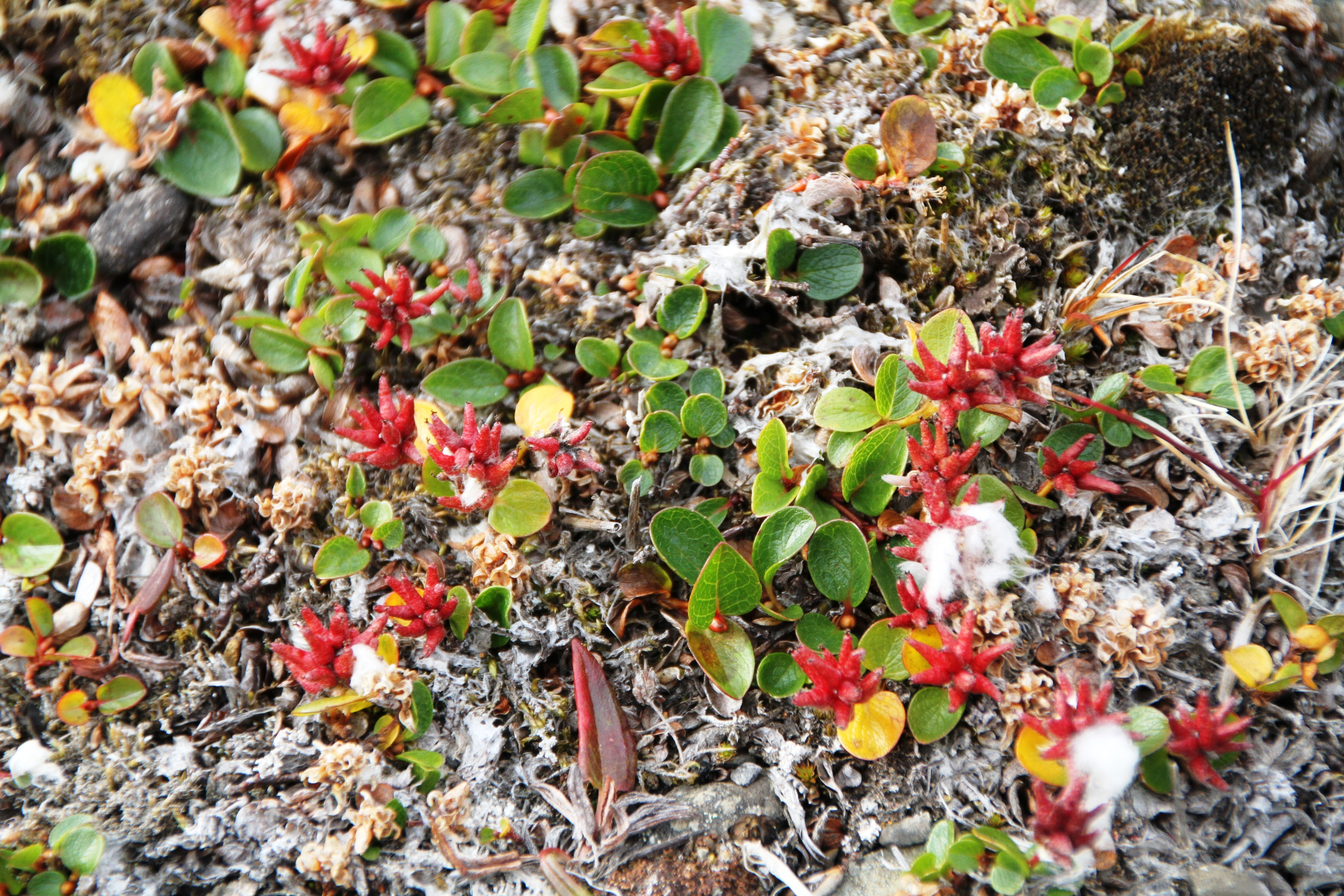
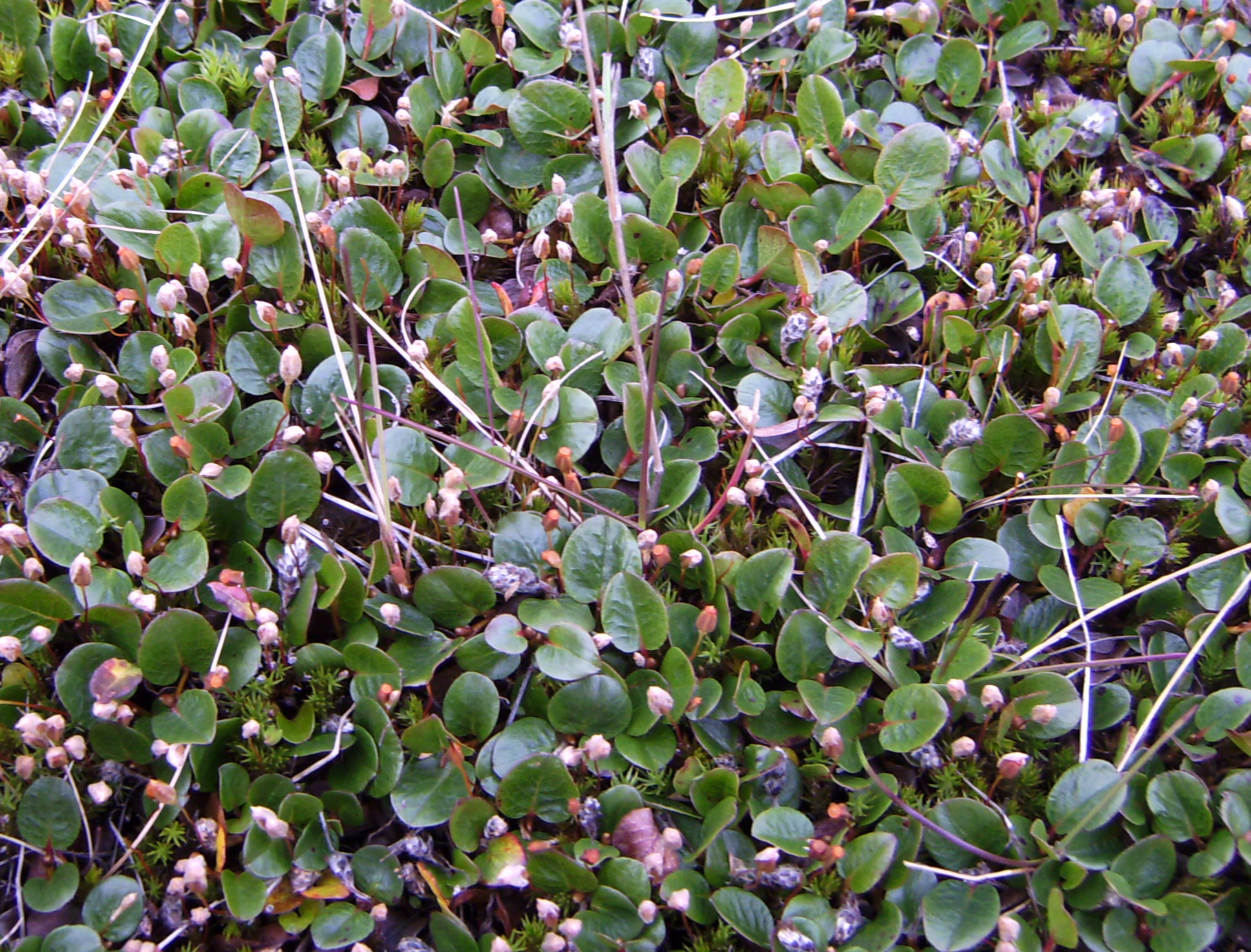
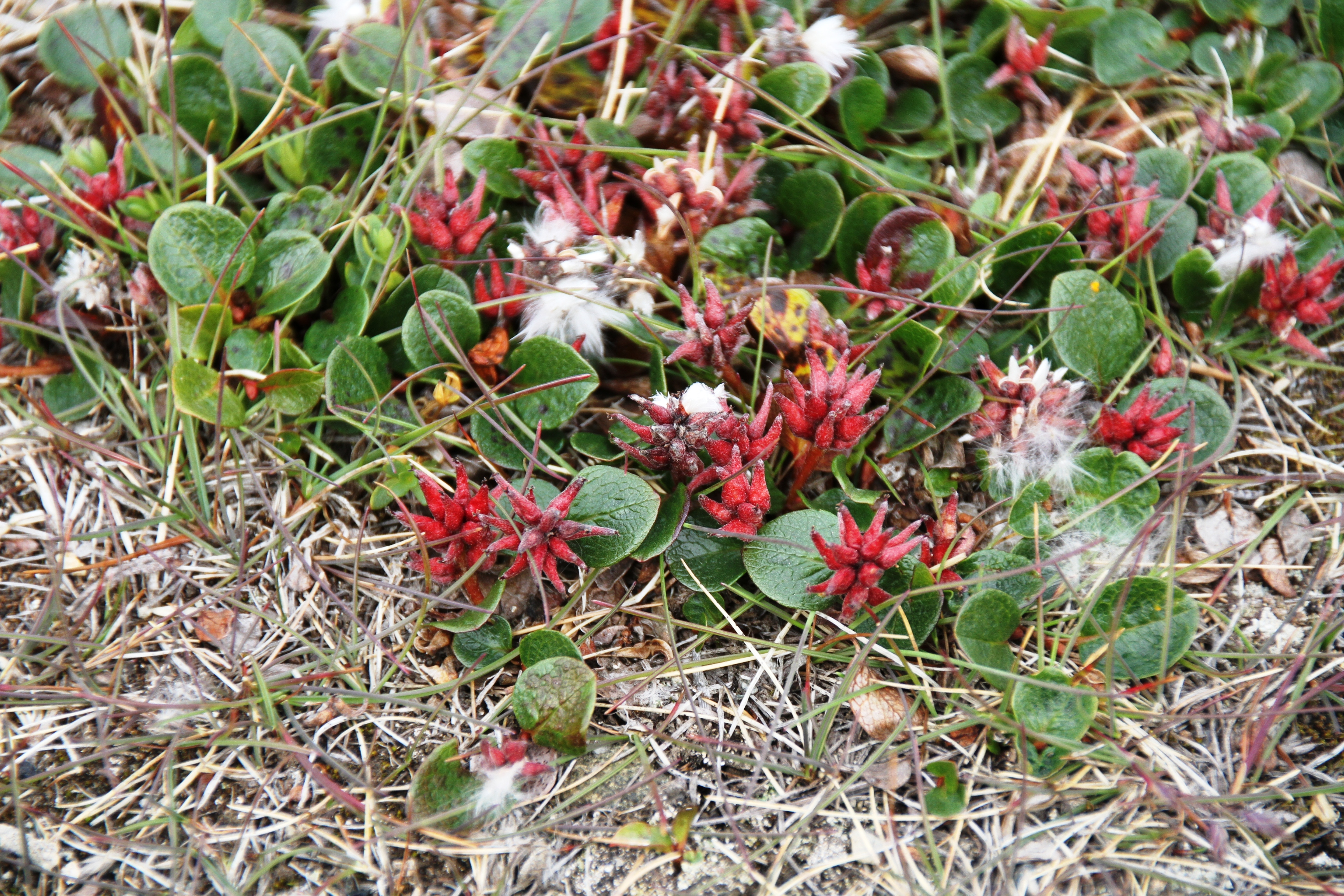